# Pleuronodes anconia
Pleuronodes anconia är en fjärilsart som beskrevs av George Francis Hampson 1926. Pleuronodes anconia ingår i släktet Pleuronodes och familjen nattflyn. Inga underarter finns listade i Catalogue of Life.